# Off the Ground (Lied)
Off the Ground (englisch In Gang kommen [sinngemäß]) ist ein von ihm geschriebenes Lied des britischen Musikers Paul McCartney, das 1993 als Single A-Seite veröffentlicht wurde.

## Hintergrund

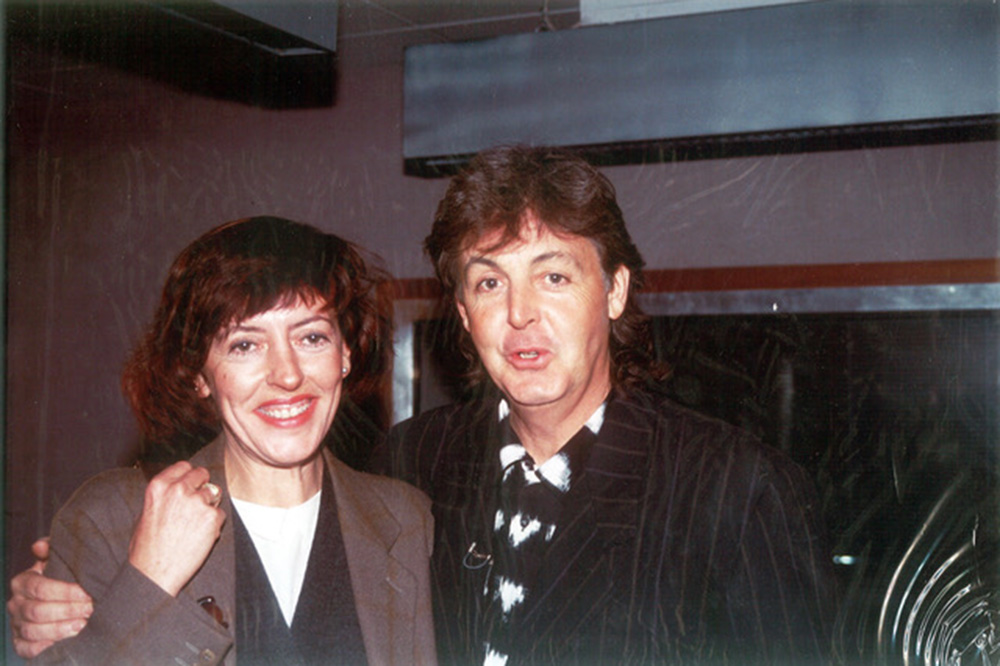
Paul McCartney während eines Interviews im September 1993

Off the Ground ist der Titeltrack und der Eröffnungssong des gleichnamigen Albums. Es wurde gegen Ende der Album-Sessions aufgenommen, wobei McCartney und Paul 'Wix' Wickens den Großteil der Instrumente spielten.
Paul McCartney schrieb in der Frühjahrsausgabe 1993 von Club Sandwich über die Entstehung von Off the Ground: „Ganz am Ende des Albums sagte Wix zu mir: „Wir haben sehr natürlich an diesem Album gearbeitet, aber es gibt eine Sache, die wir noch nicht ausprobiert haben, und das ist eine Computersache.“ Und ich sagte: 'Nun, ich will nicht wirklich viel Zeit damit verschwenden' und er sagte: 'Vielleicht möchtest du zur Abwechslung mal einen Tag damit verbringen, einfach um etwas anderes zu machen, jetzt, wo wir schon den größten Teil des Albums haben', also dachte ich, ja, es könnte Spaß machen. Tatsächlich. Also gaben wir dem Rest der Band einen Tag frei, und nur ich, Wix und das Produktionsteam gingen für den Tag in den Kontrollraum – dort macht man hauptsächlich Computerkram. Einer der Songs, der auf meiner Liste stand, aber nicht auf das Album kam, war 'Off The Ground'. Als ich an diesem Abend nach Hause kam, telefonierte ich zufällig mit einer meiner Töchter und sie fragte, was ich an diesem Tag gemacht hätte, und als ich „Off The Ground“ sagte, sagte sie: „Das ist ein großartiger Albumtitel!“ und das brachte mich zum ersten Mal dazu, auf diese Weise darüber nachzudenken. So wurde es zum Titel des Albums.“
In dem Tourbuch „New World Tour“ schrieb Paul 'Wix' Wickens: „Sie sollten das Demo gehört haben. Es hat nichts mit der Albumversion zu tun. Ich dachte: Oh mein Gott, wie soll ich das machen? Und er wollte es komplett am Computer erstellen“.
Für die Singleveröffentlichung wurden zwei Remixe hergestellt: Bei der Abmischung von Bob Clearmountain ist der Gesang und das Klavier prominenter, die Abmischung von Keith Cohen beinhaltet eine neue Einleitung und andere Perkussion. Zusätzlich stellte Larry Walsh noch eine editierte Version, basierend auf dem Keith Cohen-Remix her.
Off the Ground war in Kontinentaleuropa die dritte Singleauskopplung aus dem Kompilationsalbum Off the Ground, in den USA war es die zweite Singleauskopplung, in Großbritannien wurde die Single nicht veröffentlicht. Die Single erreichte Platz 54 in Deutschland in den Charts. In den USA konnte sich die Single nicht in den Charts platzieren.
Für das Lied Off the Ground wurde Mitte Februar 1993 ein Musikvideo in San Rafael, USA unter der Regie von Matthew Robbins mit der Firma von George Lucas, Industrial Light & Magic, produziert. Das Video zeigt, wie die Band in einem Studio das Lied spielt, sowie McCartney, wie er abhebt und aus einem Fenster und dann durch diverse Landschaften fliegt. Das Video enthielt das Lied Soggy Noodle, ein kurzes akustisches Stück, als Einführung.
Während der Aufnahmen des Albums wurde im Studio ein 27-minütiger Film mit dem Titel Movin' On gedreht. Es wurde erstmals am 18. April 1993 in Großbritannien auf Channel 4 ausgestrahlt und enthielt auch Aufnahmen von der Entstehung von Videos zu den Songs Off the Ground und C’Mon People.
Off the Ground wurde 1993 während McCartneys New World Tour gespielt.

## Aufnahme

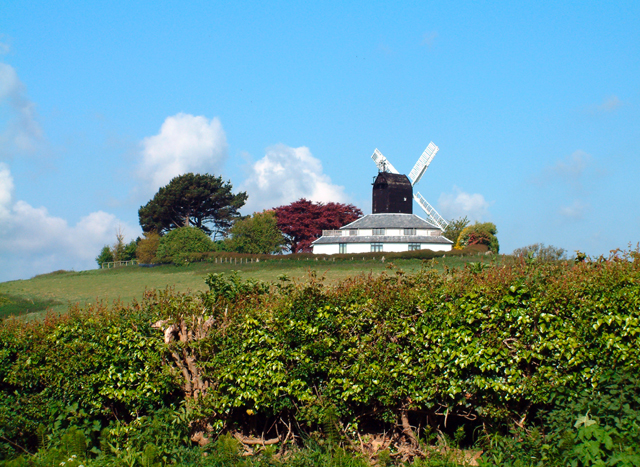
Im Hogg Hill Mill Studio wurden die überwiegenden Aufnahmen eingespielt

Die Aufnahmesessions für Off the Ground fanden zwischen Dezember 1991 und Juli 1992 in McCartneys eigenem Hogg Hill Mill Studio in Sussex statt, wobei Julian Mendelsohn und Paul McCartney als Produzenten fungierten. Bob Kraushaar war der Toningenieur der Aufnahmen. Die Abmischung des Liedes fand im September/Oktober 1992, ebenfalls im Hogg Hill Mill Studio, statt.
Besetzung:
- Paul McCartney: Gesang, Schlagzeug, Perkussion
- Paul ’Wix’ Wickens: Klavier, Keyboard, Synthesizer-Bass, Programmierung, Hintergrundgesang
- Linda McCartney: Hintergrundgesang
- Hamish Stuart: Perkussion, Hintergrundgesang
- Robbie McIntosh: E-Gitarre, Perkussion

## Coverversionen
Es gibt keine Coverversion von Off the Ground.

## Veröffentlichung
- Am 1. Februar 1993 erschien das Album Off the Ground, auf dem sich der Titeltrack Off the Ground befindet.
- Als dritte Single wurde am 1. September 1993 in Kontinentaleuropa die 5″-CD-Single Off the Ground / Cosmically Conscious / Style Style / Sweet Sweet Memories / Soggy Noodle veröffentlicht.[4] In den USA erschien am 27. April 1993 als zweite Single die 7″-Vinyl-Single Off the Ground / Cosmically Conscious auf weißem[5] und schwarzem Vinyl[6] sowie als Musikkassette[7] und als 5″-CD-Single: Off the Ground / Cosmically Conscious / Style Style / Sweet Sweet Memories / Soggy Noodle.[8] In den USA wurden drei 5″-CD-Promotionsingles mit neuen Abmischungen mit dem Lied Off the Ground hergestellt:
  - Off the Ground (Bob Clearmountain Mix) (3:40)[9]
  - Off the Ground (Keith Cohen Remix) – mit neu eingespielten Overdubs (3:42)[10]
  - Off the Ground (AC Edit; Keith Cohen Remix) (3:35)[11]